# ŁKS Łódź
Der ŁKS Łódź (offiziell Łódzki Klub Sportowy) ist ein polnischer Sportverein, der in der mittelpolnischen Stadt Łódź beheimatet ist und vor allem für seine Fußballmannschaft bekannt ist, aber auch Sportarten wie Basketball, Volleyball, Tennis und Leichtathletik anbietet. Der Verein betreibt auch eine Eishockeyabteilung, die in der zweitklassigen I liga spielt.
ŁKS Łódź ist mehrfacher polnischer Fußballmeister und spielt ab 2023 nach drei Jahren Zweitklassigkeit wieder in der Ekstraklasa.
Der Verein trägt seine Heimspiele im ŁKS-Stadion aus, welches nach einer Umbauphase eine Kapazität von 18.029 Plätzen aufweist. Die traditionellen Mannschaftsfarben sind Rot und Weiß.

## Geschichte
Gegründet wurde er im Jahr 1908 unter dem Namen Łodzianka Łódź. Der Łódzki KS konnte bisher zweimal die polnische Fußballmeisterschaft und einmal den polnischen Pokalwettbewerb gewinnen. Seit der Saison 2000/01 spielte Łódzki KS in der 2. polnischen Liga. In der Saison 2005/06 qualifizierte man sich mit dem 2. Platz allerdings wieder für die Ekstraklasa. Am Ende der Saison 2008/09 ist der Verein durch einen Lizenzentzug wieder abgestiegen. Nach zwei Jahren in der Zweitklassigkeit konnte ŁKS in der Saison 2010/11 den ersten Platz belegen und stieg wieder in die Ekstraklasa auf, jedoch ein Jahr später postwendend wieder ab.
Nach der erfolgreichen Saison 2018/19 stieg Łódź wieder in die höchste polnische Spielklasse auf, verpasste dort allerdings als Letzter den Klassenerhalt.

### Zahlungsunfähigkeit, Zwangsabstieg und Rückkehr in die Ekstraklasa
Aufgrund von Schulden bei einigen ehemaligen Spielern wurde der Klub im März 2013 vom polnischen Fußballverband mit einem Lizenzentzug bestraft und vom laufenden Spielbetrieb ausgeschlossen. Nachdem bereits ein Spiel mit 0:3 gewertet wurde, gab der Klub Anfang April 2013 bekannt, sich mit sofortiger Wirkung aus der 1. Liga zurückzuziehen, da der Verein nicht in der Lage sei, die ausstehenden Schulden zu begleichen. Tiefpunkt für den Verein war damit der Spielbetrieb in der 4. Liga, Gruppe Łódź, der auf Platz eins abgeschlossen werden konnte. In der Saison 2016/17 wurde der Verein Zweiter in seiner Staffel der 3. Liga hinter Finishparkiet Drwęca Nowe Miasto Lubawskie. Da Nowe Miasto Lubawskie aber keine Lizenz für die 2. Liga bekam, rückte Łódź als Vizemeister nach. In der Folgesaison konnte man als Zweiter erneut aufsteigen und trat in der Saison 2018/19 in der zweitklassigen 1. Liga an. Dort sicherte man sich zwei Spieltage vor Schluss den Aufstieg in die Ekstraklasa. Nach dem sofortigen Wiederabstieg spielte der Klub wieder in der zweitklassigen 1. Liga, die er 2023 gewinnen konnte und so den Wiederaufstieg schaffte.

### Erfolge
- Polnischer Meister: 1958, 1998
- Polnischer Vizemeister: 1954
- Polnischer Pokalsieger: 1957

### Klubrekorde
- Debüt in der Ekstraklasa: 3. April 1927 gegen Turyści Łódź
- Höchster Sieg: 13:2 gegen PKS Szczecin im Jahr 1947
- Höchste Niederlage: 0:9 gegen Pogoń Lwów im Jahr 1933

## Kader 2024/25
Stand: 23. Februar 2025

## Europapokalbilanz
| Saison  | Wettbewerb                    | Runde                  | Gegner            | Gesamt | Hin     | Rück    |
| ------- | ----------------------------- | ---------------------- | ----------------- | ------ | ------- | ------- |
| 1959/60 | Europapokal der Landesmeister | Vorrunde               | Jeunesse Esch     | 2:6    | 0:5 (A) | 2:1 (H) |
| 1994/95 | Europapokal der Pokalsieger   | 1. Runde               | FC Porto          | 0:3    | 0:2 (A) | 0:1 (H) |
| 1996    | UEFA Intertoto Cup            | Gruppenphase           | Kamas Tschelny    | 0:3    | 0:3 (A) |         |
| 1996    | UEFA Intertoto Cup            | Gruppenphase           | Spartak Warna     | 1:1    | 1:1 (H) |         |
| 1996    | UEFA Intertoto Cup            | Gruppenphase           | TSV 1860 München  | 0:5    | 0:5 (A) |         |
| 1996    | UEFA Intertoto Cup            | Gruppenphase           | FC Kaučuk Opava   | 0:3    | 0:3 (H) |         |
| 1998/99 | UEFA Champions League         | 1. Qualifikationsrunde | PFK Kəpəz         | 7:2    | 4:1 (H) | 3:1 (A) |
| 1998/99 | UEFA Champions League         | 2. Qualifikationsrunde | Manchester United | 0:2    | 0:2 (A) | 0:0 (H) |
| 1998/99 | UEFA-Pokal                    | 1. Runde               | AS Monaco         | 1:3    | 1:3 (H) | 0:0 (A) |

Gesamtbilanz: 14 Spiele, 3 Siege, 3 Unentschieden, 8 Niederlagen, 11:28 Tore (Tordifferenz −17)

## Ehemalige Spieler
- Jarosław Bako
- Batata
- Paweł Brożek
- Piotr Brożek
- Mirosław Bulzacki
- Kazimierz Deyna
- Marek Dziuba
- Antonin Galecki
- Paweł Golanski
- Rafał Grzelak
- Tomasz Hajto
- Tomasz Iwan
- Julcimar
- Tomasz Kłos
- Tomasz Kos
- Bohdan Masztaler
- Radosław Matusiak
- Henry Nwosu
- Darlington Omodiagbe
- Paulinho
- Piotr Świerczewski
- Maciej Terlecki
- Jan Tomaszewski
- Mirosław Trzeciak
- Tomasz Wieszczycki
- Grzegorz Więzik
- Jacek Ziober

## Eishockey
Die Eishockeyabteilung wurde in der unmittelbaren Nachkriegszeit gegründet und errang bei der Meisterschaft 1946 den Vizemeistertitel. Dies ist bis heute der größte Erfolg auf dem Eis. 1955 gehörte der Klub zu den Gründungsmitgliedern der Ekstraklasa, der er bis zum endgültigen Abstieg 1991 mit Unterbrechungen insgesamt knapp 30 Jahre angehörte. Derzeit spielt das Team in der zweitklassigen I liga. Diese konnte er bisher 1958, 1963, 1969 und 1990 gewinnen.